# Irigny
Irigny település Franciaországban, Métropole de Lyon különleges státuszú nagyvárosban (métropole: nagyjából „megyei jogú város”). Lakosainak száma 8909 fő (2022. január 1.). Irigny Saint-Fons, Saint-Genis-Laval, Vernaison, Feyzin, Solaize, Charly és Oullins-Pierre-Bénite községekkel határos.

## Népesség
A település népességének változása:
| Lakosok száma | 8361 | 8583 | 8737 | 8641 | 8695 | 8750 | 8805 | 8867 | 8909 |
|               | 2013 | 2015 | 2016 | 2017 | 2018 | 2019 | 2020 | 2021 | 2022 |